# Прапор Коропського району
Пра́пор Ко́ропського райо́ну затверджено та введено в дію рішенням Коропської районної ради 31-ї сесії V скликання від 7 вересня 2010 року. Автор проекту прапора  — А. Гречило.

## Опис
Прапор являє собою прямокутне полотнище зі співвідношенням сторін 2:3, яке складається з трьох горизонтальних смуг — жовтої, синьої, жовтої (співвідношення їх по ширині рівне 1:2:1), на середній смузі, синій — білий короп.